# Archaeoteleia waipoua
Archaeoteleia waipoua (лат.) — вид наездников из семейства Platygastridae (Scelioninae, или Scelionidae, по другим классификациям). Новая Зеландия. Длина самцов около 4 мм (самки не найдены). Общая окраска коричневая (брюшко более тёмное), ноги — желтовато-бурые. Нижнечелюстные щупики 5-члениковые; нижнегубные щупики состоят из 3 сегментов. Усики у обоих полов 12-члениковые. Формула члеников лапок: 5-5-5; формула шор ног: 1-2-2.
Вид был описан в 2007 году в ходе ревизии рода, проведённой энтомологами Джоном Эрли (John W. Early, Новая Зеландия), Любомиром Маснером (Lubomir Masner, Канада) и Норманом Джонсом (Norman F. Johnson, США).
Название виду «waipoua» дано по имени того места (Waipoua State Forest), где была найдена типовая серия.